# Kampanja v Illinoisu
Kampanja v Illinoisu, znana tudi kot Clarkova severozahodna kampanja, je bila serija spopadov med ameriško revolucionarno vojno, v kateri je majhna sila milice Virginije pod vodstvom Georgea Rogersa Clarka prevzela nadzor nad več britanskimi postojankami v regiji severozahodno od reke Ohio v današnjem Illinoisu in Indiani. Kampanja je najbolje znana akcija zahodnega bojišča vojne in vir Clarkovega slovesa kot zgodnjega ameriškega vojaškega heroja.
Julija 1778 sta Clark in njegovi možje pluli po reki Ohio od |slapov Ohia, prečkali kopno do reke Mississippi in prevzeli nadzor nad Kaskaskio, Cahokio in več drugimi vasmi na britanskem ozemlju. Fort Vincennes, na reki Wabash, je bil zaseden nekaj tednov kasneje. Zasedba je bila izvedena brez izstreljenega strela, ker so bili mnogi francosko govoreči prebivalci regije naklonjeni patriotski stvari. Da bi preprečil Clarkovo napredovanje, je Henry Hamilton, britanski podguverner s sedežem v Fort Detroitu, decembra 1778 ponovno zasedel Vincennes z majhno silo. Februarja 1779 se je Clark vrnil v Vincennes v presenetljivi zimski odpravi in ponovno zavzel mesto, pri tem pa ujel Hamiltona. Virginija je izkoristila Clarkov uspeh z ustanovitvijo regije kot okrožja Illinois.
Pomen kampanje v Illinoisu je bil predmet številnih razprav. Ker so Britanci celotno območje severozahodno od reke Ohio prepustili Združenim državam v Pariškem mirovnem sporazumu iz leta 1783, so nekateri zgodovinarji Clarkovim dejanjem pripisali skoraj podvojitev velikosti prvotnih Trinajst kolonij. Zaradi tega je bil Clark razglašen za "osvajalca severozahoda", njegova kampanja v Illinoisu – zlasti njegov presenetljivi pohod na Vincennes – pa je bila zelo opevana in romantizirana.

## Ozadje
Dežela Illinois je bila nejasno opredeljena regija severozahodno od reke Ohio, ki je vključevala velik del današnjih zveznih držav Indiana in Illinois. Območje je bilo del okrožja Louisiane Nove Francije do konca francoske in indijanske vojne, ko je Francija prepustila suverenost nad regijo vzhodno od Mississippija Britancem v Pariškem mirovnem sporazumu iz leta 1763. Z zakonom o Quebecu (Quebec Act) iz leta 1774 so Britanci uradno vključili deželo Illinois v provinco Quebec.
Leta 1778 je prebivalstvo dežele Illinois obsegalo manj kot 1.000 ljudi evropskega porekla, večinoma francosko govorečih in približno 600 črnih sužnjev. Na tisoče domorodnih Američanov je živelo v vaseh, zgoščenih ob rekah Mississippi, Illinois in Wabash. Britanska uradna vojaška prisotnost v regiji je bila neobstoječa, potem ko je bilo 70-im vojakom, nameščenih v Kaskaskijinem Fort Gageu, med invazijo na Quebec leta 1775 ukazano na vzhod. Ko so vojaki odšli, je bil Philippe-François de Rastel de Rocheblave, rezidenčni trgovec in nekdanji francoski častnik, pooblaščen za upravljanje Kaskaskie. Rocheblave pa ni imel denarja, sredstev in ljudi, potrebnih za upravljanje in zaščito naselij v regiji.
 Med revolucionarno vojno je reka Ohio označevala mejo med deželo Illinois in Kentuckyjem, ki je bil takrat na novo poseljeno območje, ki si ga je lastila Virginija. Britanci so sprva poskušali domorodce obdržati izven vojne, vendar je leta 1777 podguverner Hamilton prejel navodila, naj rekrutira in oboroži domorodne vojne skupine za napade na obmejne naselbine. Te vojne skupine naj bi spremljali častniki britanskega indijanskega oddelka ali prostovoljci iz detroitske milice, da bi preprečili grozodejstva. "Od leta 1777 naprej," je zapisal zgodovinar Bernard Sheehan, "je bila linija zahodnih naselbin pod skoraj nenehnim napadom belcev, ki so izvirali iz Detroita."
Leta 1777 je bil George Rogers Clark 25-letni major v milici okrožja Kentucky v Virginiji. Clark je verjel, da bi lahko končal napade na Kentucky z zavzetjem britanskih postojank v deželi Illinois in nato z napadom na Detroit. Aprila 1777 je Clark poslal dva vohuna v Kaskaskio. Vrnila sta se dva meseca pozneje in poročala, da je utrdba v Kaskaskiji nevarovana, da francosko govoreči prebivalci niso bili preveč navezani na Britance in da nihče ni pričakoval napada. Clark je takoj napisal pismo guvernerju Virginije Patricku Henryju, v katerem je orisal načrt za zavzetje Kaskaskie.

## Načrtovanje
Ker pri naseljencih v Kentuckyju ni bilo dovolj avtoritete, delovne sile in zalog za samostojno izvedbo odprave, je Clark oktobra 1777 odpotoval v Williamsburg v Virginiji po poti Wilderness Road, da bi se srečal z guvernerjem Henryjem. Pridružila se mu je skupina približno 100 ljudi, ki so zapuščali Kentucky zaradi domorodnih napadov. Clark je svoj načrt predstavil guvernerju Henryju 10. decembra 1777. Da bi ohranili tajnost, je bil Clarkov predlog deljen le z majhno skupino vplivnih Virginijcev, vključno s Thomasom Jeffersonom, Georgeom Masonom in Georgeom Wytheom. Čeprav je Henry sprva izrazil dvome o izvedljivosti kampanje, je Clarku uspelo pridobiti zaupanje Henryja in ostalih. Načrt so odobrili člani Generalne skupščine Virginije, ki so prejeli le nejasne podrobnosti o odpravi. Javnosti je bilo Clarku dovoljeno zbirati moške za obrambo Kentuckyja. V tajnih navodilih guvernerja Henryja je bilo Clarku naročeno, naj zavzame Kaskaskio in nato nadaljuje po lastni presoji.
Guverner Henry je Clarka imenoval za podpolkovnika v milici Virginije in ga pooblastil za zbiranje sedmih čet, vsaka naj bi imela petdeset mož. Ta enota, kasneje znana kot Illinoiški polk, je bila del državnih sil Virginije in ne del Kontinentalne vojske. Moški so bili vpoklicani za tri mesece, ko so prispeli v Kentucky. Da bi ohranil tajnost, Clark nobenemu od svojih rekrutov ni povedal, da je namen odprave invazija na deželo Illinois. Clarku je bilo danih 1,200 £ v ontinentalni valuti za nakup zalog.
Clark je ustanovil svoj štab v Redstone Old Fort ob reki Monongahela, medtem ko so trije Clarkovi sodelavci iz Dunmorejeve vojne, Joseph Bowman, Leonard Helm in William Harrod, začeli z rekrutiranjem. Clark je stotnika Williama Baileyja Smitha imenoval za majorja, in mu dal 150 funtov za rekrutiranje štirih čet v dolini reke Holston in srečanje s Clarkom pri slapovih Ohia.
Clarku ni uspelo zbrati vseh 350 mož, odobrenih za Illinoiski polk. Njegovi rekruterji so morali tekmovati z rekruterji iz Kontinentalne vojske in drugih miličniških enot. Nekateri so menili, da je Kentucky preveč redko poseljen, da bi upravičeval preusmeritev delovne sile in so priporočali, da se ga evakuira namesto brani. Naseljence v dolini Holston so bolj skrbeli Cherokee Indijanci na jugu kot domorodna plemena severno od Ohia. Dolgotrajen mejni spor med Pensilvanijo in Virginijo je pomenil, da se je malo Pensilvancev prostovoljno javilo za tisto, kar je bilo dojeto kot kampanja za zaščito ozemlja Virginije, čeprav so se nekateri vpisali.

## Clarkovo potovanje po Ohiu
Po večkratnih zamudah, da bi omogočil čas za pridružitev več moškim, je Clark 12. maja 1778 zapustil Redstone z ladjo z okoli 150 rekruti, organiziranimi v tri čete pod stotniki Bowmanom, Helmom in Harrodom. Clark je pričakoval, da se bo srečal z 200 možmi iz Holstona pod majorjem Smithom pri slapovih Ohia. S Clarkom je potovalo okoli 20 družin, ki so se odpravljale v Kentucky, da bi se naselile.
Clark in njegovi možje so pobrali dodatne zaloge v Fort Pitt (Pensilvanija) in v Fort Henry (Virginija), ki jih je priskrbel brigadni general Edward Hand, poveljnik zahodnega oddelka Kontinentalne vojske. Kmalu so prispeli v Fort Randolph (Zahodna Virginija), potem ko ga je oblegala domorodna vojna skupina. Poveljnik trdnjave je prosil za pomoč pri preganjanju napadalcev, vendar je Clark zavrnil, saj je menil, da si ne more privoščiti časa.
Clark se je ustavil pri ustju reke Kentucky in poslal sporočilo navzgor po reki majorju Smithu, v katerem mu je sporočil, da je čas za srečanje. Clark pa je kmalu izvedel, da je od Smithovih štirih obljubljenih čet bila zbrana le ena delna četa pod stotnikom Dillardom. Clark je zato poslal sporočilo polkovniku Johnu Bowmanu, višjemu častniku milice v Kentuckyju in ga prosil, naj polkovnik pošlje Dillardove može in vse druge rekrute, ki jih lahko najde, k slapovom Ohia.
Clarkova flotilja je prispela do slapov 27. maja. Ustanovil je bazni tabor na majhnem otoku sredi brzic, kasneje znanem kot Corn Island (Kentucky). Ko so končno prispeli dodatni rekruti iz Kentuckyja, je Clark svoji sili dodal 20 teh mož, jih postavil v četo pod stotnikom Johnom Montgomeryjem in ostale poslal nazaj, da bi pomagali braniti naselja v Kentuckyju. Clark je nato svojim možem razkril, da je bil pravi namen odprave invazija na deželo Illinois. Novico so mnogi sprejeli z navdušenjem, vendar so nekateri možje iz Holstona tisto noč dezertirali; sedem ali osem so jih ujeli in pripeljali nazaj, drugi pa so se izognili ujetju in se vrnili domov.
Medtem, ko sta Clark in njegovi častniki urila čete v pripravah na odpravo v Kaskaskio, so se družine, ki so potovale z regimentom po reki Ohio, naselile na otoku in posadile koruzo. Ti naseljenci so se naslednje leto preselili na celino in ustanovili naselje, ki je kasneje postalo Louisville, Kentucky. Medtem, ko je bil na otoku, je Clark prejel pomembno sporočilo iz Pittsburgha: Francija je podpisala pogodbo o zavezništvu (1778) z Združenimi državami. Clark je upal, da bo ta informacija koristna pri zagotavljanju zvestobe francosko govorečih prebivalcev dežele Illinois.

## Okupacija dežele Illinois
Clark je odplul z otoka Corn 24. junija 1778. Datum odhoda je včasih naveden kot 26. junij, na podlagi pisma, ki ga je Clark napisal Georgeu Masonu, vendar je Clark datum popravil v svojih spominih, saj so odšli istega dne kot sončni mrk 24. junija 1778. Clark je pustil za seboj sedem vojakov, ki niso bili dovolj trdoživi za potovanje. Ti možje so ostali z družinami na otoku in varovali tam shranjene zaloge. Clarkova sila je štela skupno okoli 175 mož, organiziranih v štiri čete pod stotniki Bowmanom, Helmom, Harrodom in Montgomeryjem.
28. junija je polk Illinois dosegel ustje reke Tennessee. Običajno bi popotniki, ki so potovali v Kaskaskio, nadaljevali do reke Mississippi in nato navzgor do vasi. Ker je Clark upal, da bo Kaskaskio presenetil, se je odločil, da bo svoje može popeljal čez tisto, kar je zdaj južni del Illinoisa in se vasi približal po kopnem, kar je bilo potovanje dolgo približno 120 km. Clarkovi možje so ujeli čoln ameriških lovcev, ki jih je vodil John Duff (ponarejevalec), ki je bil nedavno v Kaskaskii. Clarku so posredovali obveščevalne podatke o vasi in se strinjali, da se pridružijo odpravi kot vodniki. Tistega večera so Clark in njegove čete pristali s svojimi plovili na severni strani reke Ohio, blizu ruševin Fort Massaca, francoske postojanke, opuščene po francoski in indijanski vojni.
Možje so prehodili 50 km skozi gozd, preden so prišli na prerijo. Ko je glavni vodnik sporočil, da se je izgubil, je Clark posumil na izdajo in zagrozil, da bo moškega ubil, če ne bo našel poti. Vodnik se je spet znašel in potovanje se je nadaljevalo. Pred Kaskaskio so prispeli v noči na 4. julij. Ker so mislili, da bodo prispeli prej, so možje s seboj nosili le štiridnevno zalogo hrane, zato so bili brez hrane zadnja dva dni šestdnevnega pohoda. "V našem lačnem stanju," je zapisal Joseph Bowman, "smo se soglasno odločili, da bomo zavzeli mesto ali umrli pri poskusu."
Reko Kaskaskio so prečkali okoli polnoči in hitro zavarovali mesto, ne da bi izstrelili en sam strel. Virginijci so ujeli Rocheblava, ki je spal v svojih prostorih, ko so Američani vdrli v Kaskaskijino nevarovano utrdbo. Naslednje jutro je Clark začel delati na zagotovitvi zvestobe meščanov – naloga je bila lažja, ker je Clark prinesel novice o francosko-ameriškem zavezništvu. Prebivalci so bili pozvani, naj prisežejo zvestobo Virginiji in Združenim državam. Oče Pierre Gibault, vaški duhovnik, je bil pridobljen, potem ko mu je Clark zagotovil, da bo Katoliška cerkev zaščitena po zakonih Virginije. Rocheblave in več drugih, ki so bili ocenjeni kot sovražni do Američanov, so bili zadržani kot zaporniki in kasneje poslani v Virginijo.
Clark je nato razširil svojo oblast na bližnje francoske naselbine. Popoldne 5. julija je bil stotnik Bowman poslan s 30 konjeniki, skupaj z nekaterimi državljani Kaskaskije, da bi zavaroval Prairie du Rocher, Illinois, St. Philippe, Illinois in Cahokia, Illinois. Mesta niso nudila odpora in v 10 dneh je več kot 300 ljudi priseglo zvestobo Ameriki. Ko je Clark svojo pozornost usmeril na Vincennes, Indiana, je oče Gibault ponudil pomoč. 14. julija sta Gibault in nekaj spremljevalcev odšla na konjih v Vincennes. Tam se je večina državljanov strinjala, da bo prisegla zvestobo. Gibault se je v začetku avgusta vrnil k Clarku, da bi poročal, da zdaj nad Vincennesovo utrdbo Sackville plapola ameriška zastava. Clark je poslal stotnika Helma v Vincennes, da prevzame poveljstvo nad propadajočo utrdbo.

## Hamilton ponovno zavzame Vincennes
Podguverner Hamilton je v začetku avgusta izvedel za Clarkovo zasedbo Kaskaskije in Vincennesa. Odločil se je, da bo osebno vodil odpravo v deželo Illinois, da bi ponovno vzpostavil britanski nadzor nad regijo in preprečil Clarku, da bi sprožil odpravo proti Detroitu. Predhodnica, ki jo je vodil stotnik Normand MacLeod iz Detroitskih prostovoljcev, je odšla iz Fort Detroita septembra. Hamilton je odšel 7. oktobra s 40 detroitskimi prostovoljci, ki jih je vodil stotnik Guillaume LaMothe, 85 milice, ki jih je vodil major Jehu Hay, majhnim oddelkom Kraljeve artilerije in 60 Ottawa in Ojibwe bojevniki, ki jih je vodil poglavar Egushawa, vplivni ottawski poglavar. Hamiltonu se je kasneje pridružil 33-članski oddelek iz 8. pehotnega polka in približno 200 Miami, Potawatomi in Shawnee bojevniki, ki so jih spremljali častniki Britanskega indijanskega oddelka. Hamilton je 17. decembra presenetil majhno garnizijo Fort Sackville in ujel stotnika Helma. Takoj so začeli z obnovo utrdbe. Hamilton se je odločil prezimiti v Vincennesu z britanskimi rednimi vojaki, medtem ko se je večina milice in domorodnih bojevnikov vrnila domov.

## Clarkov pohod v Vincennes
Konec januarja je Clark izvedel za Hamiltonovo ponovno zasedbo Vincennesa od Francisa Viga, trgovca s krznom in španskega podanika, ki so ga Britanci za kratek čas zadržali kot zapornika. Clark se je odločil, da mora sprožiti presenetljiv zimski napad na Vincennes, preden bi Hamilton spomladi lahko ponovno zavzel deželo Illinois. Zato se je  6. februarja se je odpravil proti Vincennesu s 170 možmi, skoraj polovica jih je bila francoska milica iz Kaskaskie. Stotnik Bowman je bil drugi poveljnik odprave, ki jo je Clark označil kot "izgubljen primer."
Clark je svoje može vodil čez današnjo zvezno državo Illinois, potovanje dolgo približno 180 km. Vreme ni bilo mrzlo, a je pogosto deževalo in ravnice so bile pogosto prekrite z nekaj centimetri vode. Zaloge so nosili na tovornih konjih, dopolnjevali pa so jih z divjačino. 13. februarja so prispeli do reke Little Wabash River in ugotovili, da je poplavljena, kar je ustvarilo približno 5 km širok tok. Zgradili so velik kanu za prevoz ljudi in zalog. 17. februarja so prispeli do reke Embarras River (Illinois). Zdaj so bili le še 9 km oddaljeni od Fort Sackvilla, vendar je bila reka previsoka za prečkanje. Sledili so reki Embarras do reke Wabash, kjer so naslednji dan začeli graditi čolne. Razpoloženje je bilo slabo: zadnja dva dni so bili brez hrane in Clark se je trudil, da bi preprečil dezerterstvo.
20. februarja so med potovanjem s čolnom ujeli skupino lovcev iz Vincennesa. Povedali so Clarku, da njegova majhna vojska še ni bila odkrita in da so prebivalci Vincennesa še vedno naklonjeni Američanom. Naslednji dan sta Clark in njegovi možje prečkali Wabash s kanujem, pustivši tovorne konje za seboj. Nadaljevali so proti Vincennesu, včasih v vodi do ramen. Kmalu pred prihodom v Vincennes so naleteli na vaščana, ki je lovil race in ta je Clarka obvestil, da so še vedno neodkriti. Clark je poslal moža s pismom prebivalcem Vincennesa, v katerem jih je opozoril, da bo kmalu prispel z vojsko in da naj vsi ostanejo v svojih domovih, razen če ne želijo biti obravnavani kot sovražniki. Sporočilo je bilo prebrano na javnem trgu. Nihče ni šel v utrdbo, da bi opozoril Hamiltona.

## Obleganje Fort Sackvilla
Clark in njegovi možje so 23. februarja ob sončnem zahodu vkorakali v Vincennes, vstopili so v mesto v dveh divizijah, eni je poveljeval Clark in drugi Bowman. Medtem, ko sta Clark in Bowman zavarovala mesto, je bil poslan oddelek, da odpre ogenj na Fort Sackville. Hamilton je sprva verjel, da je streljanje povzročila "pijana zabava prebivalcev", a ko je bil narednik rahlo ranjen, je spoznal, da je utrdba napadena in ukazal svojim možem, naj vrnejo ogenj.
Medtem, ko so Clarkovi možje vso noč streljali na utrdbo, so se majhne skupine prikradle do 30 m od zidov, da bi dobile boljši strel. Britanci so streljali s topovi, poškodovali nekaj hiš v vasi, vendar so oblegovalcem povzročili malo škode. Clarkovi možje so utišali topove s streljanjem skozi odprte strelnice utrdbe, pri čemer so ubili ali ranili nekatere topničarje. Medtem je Clark prejel lokalno pomoč: vaščani so mu dali smodnik in strelivo, ki so ga skrili pred Britanci. Young Tobacco, poglavar Piankeshaw, je ponudil, da bi njegovi bojevniki pomagali pri napadu. Clark je ponudbo zavrnil, verjetno zaradi svojega splošno znanega sovraštva do domorodnih ljudstev.
Okoli sredine dopoldneva 24. februarja je Clark poslal zahtevo za brezpogojno predajo Hamiltonu pod zastavo premirja. Hamilton je bil opozorjen, da če bi bile zaloge ali dokumenti utrdbe uničeni, ne bi mogel "pričakovati usmiljenja, kajti pri nebesih, obravnavan boš kot morilec." Hamilton je sprva zavrnil predajo, a je kasneje poslal pismo, v katerem je prosil za tridnevno premirje in srečanje s Clarkom. Clark je ponovil svojo zahtevo po brezpogojni predaji, vendar je ponudil srečanje s Hamiltonom. Medtem je bila nepričakovana izvidniška skupina Odawa, ki je tedne prej odšla iz Vincennesa, napadena, ko se je vračala v vas. Nekaj jih je bilo ubitih ali ranjenih, šest ali sedem pa jih je bilo ujetih. Clark je nato štiri ujetnike na kratko usmrtil na očeh glavnih vrat utrdbe.
Clark in Hamilton sta se kmalu zatem srečala v cerkvi. Clark je ponovno zahteval brezpogojno predajo in prisegel, da če bo moral zavzeti utrdbo, "ne bo prizaneseno niti enemu človeku." Ko je Hamilton izrazil svojo pripravljenost za boj, je bil dosežen kompromis, po katerem bi se Britanci "predali kot vojni ujetniki in odšli z orožjem in opremo." Naslednje jutro se je Hamilton formalno predal Clarku. Skupno je bilo ujetih 79 mož. Clark je ukazal dvigniti ameriško zastavo nad utrdbo in jo preimenoval v Fort Patrick Henry.
Clark je poslal oddelek navzgor po reki Wabash, kjer je bil zajet britanski oskrbovalni konvoj, skupaj z britanskim imenovanim sodnikom Philippe DeJeanom. Clark je poslal Hamiltona, sedem njegovih častnikov in 18 drugih ujetnikov v Williamsburg. Preostali so bili pogojno izpuščeni in so se smeli vrniti v Detroit.

## Posledice
Clark je imel visoka pričakovanja po ponovnem zavzetju Vincennesa. "Ta udarec," je dejal, "bo skoraj končal indijansko vojno." V naslednjih letih je Clark večkrat poskušal organizirati kampanjo proti Detroitu, vendar je bila odprava vsakič odpovedana zaradi pomanjkanja mož in zalog. Medtem so se naseljenci začeli zgrinjati v Kentucky, ko so slišali novice o Clarkovi zmagi. Leta 1779 je Virginija odprla zemljiško pisarno za registracijo zahtevkov v Kentuckyju in ustanovljena so bila naselja, kot je Louisville, Kentucky.
Ko je Virginija izvedela za Clarkovo začetno zasedbo dežele Illinois, je uveljavila svojo zahtevo po regiji in decembra 1778 ustanovila okrožje Illinois, Virginija. V začetku leta 1781 se je Virginija odločila predati regijo zvezni vladi, s čimer je utrla pot za končno ratifikacijo členov konfederacije. Te dežele so leta 1789 postale severozahodno ozemlje Združenih držav.
Kampanjo v Illinoisu so v veliki meri financirali lokalni prebivalci in trgovci iz dežele Illinois. Čeprav je Clark predložil svoje račune Virginiji, mnogi od teh mož niso bili nikoli povračani. Nekateri glavni prispevniki, kot so oče Gibault, François Riday Busseron, Charles Gratiot Sr.in Francis Vigo, nikoli niso prejeli plačila v svojem življenju in bi bili potisnjeni v revščino. Clarku in njegovim možem je bila dodeljena zemlja na severni strani reke Ohio nasproti Louisvillea. Clarkov grant je bil osredotočen na današnji Clarksville, Indiana in je tvoril velik del tistega, kar bo postalo okrožje Clark, Indiana in vzhodno okrožje Floyd, Indiana.
Leta 1789 je Clark napisal poročilo o kampanji v Illinoisu na zahtevo Johna Browna in drugih članov [[Kongres Združenih držav Amerike|Kongresa Združenih držav], ki so takrat razpravljali o tem, kako upravljati Severozahodno ozemlje. Spomini, kot so običajno znani, niso bili objavljeni za časa Clarkovega življenja. Čeprav so jih v 19. stoletju omenjali zgodovinarji, niso bili v celoti objavljeni do leta 1896, ko jih je William Hayden English vključil v svojo knjigo Conquest of the Northwest. Spomini so bili osnova dveh priljubljenih romanov: Alice of Old Vincennes (1900) Mauricea Thompsona in The Crossing (1904) ameriškega romanopisca Winstona Churchilla. Kampanja v Illinoisu je bila prikazana tudi v Long Knife, zgodovinskem romanu iz leta 1979, ki ga je napisal James Alexander Thom. Štiri ladje mornarice Združenih držav so bile poimenovane USS Vincennes v čast Clarkovi zmagi.
Razprava o tem ali je George Rogers Clark "osvojil" Severozahodno ozemlje, se je začela kmalu po koncu revolucionarne vojne, ko si je vlada prizadevala urediti zemljiške zahtevke in vojne dolgove. Julija 1783 se je guverner Benjamin Harrison iz Virginije zahvalil Clarku za "iztrganje tako velikega in dragocenega ozemlja iz rok britanskega sovražnika". Clark sam nikoli ni trdil kaj takega, obupano je pisal, da Detroita nikoli ni zajel. "Izgubil sem cilj," je dejal. V 19. stoletju in do sredine 20. stoletja so Clarka zgodovinarji pogosto imenovali "osvajalec severozahoda". V 20. stoletju pa so mnogi zgodovinarji začeli dvomiti v to razlago, trdili so, da ker so pomanjkanje virov prisilile Clarka, da je umaknil svoje čete iz Illinoisa pred koncem vojne in ker domorodna plemena na tem območju niso bila prizadeta, ni bilo "osvojitve" severozahoda. Nadalje se je trdilo, da Clarkove dejavnosti niso vplivale na pogajanja o mejah v Evropi. Leta 1940 je zgodovinar Randolph Downes zapisal: "Zmotno je reči, da je Clark 'osvojil' Stari severozahod ali da je 'zajel' Kaskaskio, Cahokio in Vincennes. Natančneje bi bilo reči, da je pomagal francoskim in indijanskim prebivalcem te regije, da so se osvobodili zelo nejasne politične vladavine Britancev."